# The Awesome Adventures of Captain Spirit
A The Awesome Adventures of Captain Spirit 2018-ban megjelent grafikus kalandjáték, amelyet a Dontnod Entertainment fejlesztett és a Square Enix adott ki PlayStation 4, Windows és Xbox One platformokra, a Life Is Strange 2 bemutatója és demójaként. A történet Chris Eriksent, egy fiatal fiút követ, aki létrehozta saját szuperhős alteregóját, Captain Spiritet, hogy túltegye magát anyja halálán. A fejlesztésen a Dontnod és a Square Enix External Studios együtt dolgoztak. A játékot méltatták a kritikusok, kiemelve a történetet, a főszereplőt és a forgatókönyvet, de mechanikáját és az írást esetekben kritizálták.

## Fejlesztés
A Dontnod Entertainment fejlesztő elmondása szerint a céljuk a játékkal a Life Is Strange-univerzum kibővítése volt, amelyet el is értek a Life Is Strange 2 megjelenése előtt. Raoul Barbet és Michel Koch rendezők együtt dolgoztak Christian Divine és Jean-Luc Cano írókkal, hogy létrehozzák a történetet és a karaktereket. A helyszínt az alapján hozták létre, hogy munkáját tekintve a főszereplő apja mit tudott megengedni a családnak. A Dontnod egyik célja a játékkal az volt, hogy a Life Is Strange mechanikáit próbálják módosítani, továbbfejlesztették a dialógusválasztási opciókat is. Az Unreal Engine 4-t használták a játék elkészítésére, amelynek következtében új arc-, és testanimációkat hoztak létre. Barbet azt nyilatkozta, hogy hatással voltak a játékra a Sailor Moon és a Szent Seiya japán anime sorozatok. Sufjan Stevens Death with Dignity című dalát használták fel a veszteség témájának jelölésére. A Microsoft 2018. június 10-i E3-prezentációja közben jelentették be.

## Díjak és jelölések
| Év   | Díjátadó           | Kategória                                | Eredmény | For.   |
| ---- | ------------------ | ---------------------------------------- | -------- | ------ |
| 2019 | NAVGTR Awards      | Játék, franchise kaland                  | Jelölve  | [ 12 ] |
| 2019 | SXSW Gaming Awards | Matthew Crump – Kultúrális innováció díj | Jelölve  | [ 13 ] |